# Saharidj
Saharidj là một đô thị thuộc tỉnh Bouira, Algérie. Dân số thời điểm năm 2002 là 9.142 người.